# Colette Marchand
Colette Janine Marchand (født 29. april 1925, død 5. juni 2015) var en fransk balletdanser, koreograf og skuespiller. Hun var nomineret til en Oscar for bedste kvindelige birolle i 1952 for sin præstation som Marie Charlet i Moulin Rouge, instrueret af John Huston.
I løbet af sin dansekarriere blev hun anset for at være en af de største dansere i Europa, kendt som "Les jambes" (Benene), sammen med Violetta Elvin, Zizi Jeanmaire, Yvette Chauviré, Janine Charrat og Margot Fonteyn. Marchand rejste rundt om i verden som danser og dansede med mange af de største balletdansere fra 1940'erne og 1950'erne.

## Privatliv
Marchand blev født i Paris, Frankrig, datter af Alice (født Lioret) og Roger Marchand. Hun begyndte sin karriere på Paris Opera Ballet.
Hun blev gift med Jacques Bazire, den musikalske direktør for Roland Petit Ballet. Hun døde den 5. juni 2015, 90 år gammel, og blev overlevet af sin søster, Yvonne (Marchand) Le Bras.

## Karriere
Hun optrådte som en prima ballerina på Broadway i Roland Petits Les Ballets de Paris (1949 & 1950). I 1950-showet optrådte Marchand et balletstykke med titlen The Boiled Egg, for hvilket hun modtog gode anmeldelser. I 1951 havde hun en fremtrædende rolle i Broadway musicalen Two on the Aisle, der løb for 276 forestillinger. I begyndelsen af 1950'erne, mens de optrådte på Broadway, blev Marchand omtalt i flere magasiner, herunder LIFE, og ville gøre optrædener på New York City tv-shows, herunder Ford Star Revue, Colgate Comedy Hour og Ed Sullivan Show.
I 1951 udlånte hun sin stemme til Isidore Iso' Venom and Eternity. I 1952 modtog hun en Golden Globe Award som mest lovende kvindelige nykommer i Moulin Rouge, samt en nominering til BAFTA for mest lovende nykommer. I 1953 blev hun instrueret af Orson Welles i The Lady in the Ice. Hendes andre filmoptræden var sjældne: Ungarische Rhapsodie, Par Ordre du Tsar og den musikalske kortfilm Romantic Youth (også som koreograf) (alle 1954).